# トルマー滝

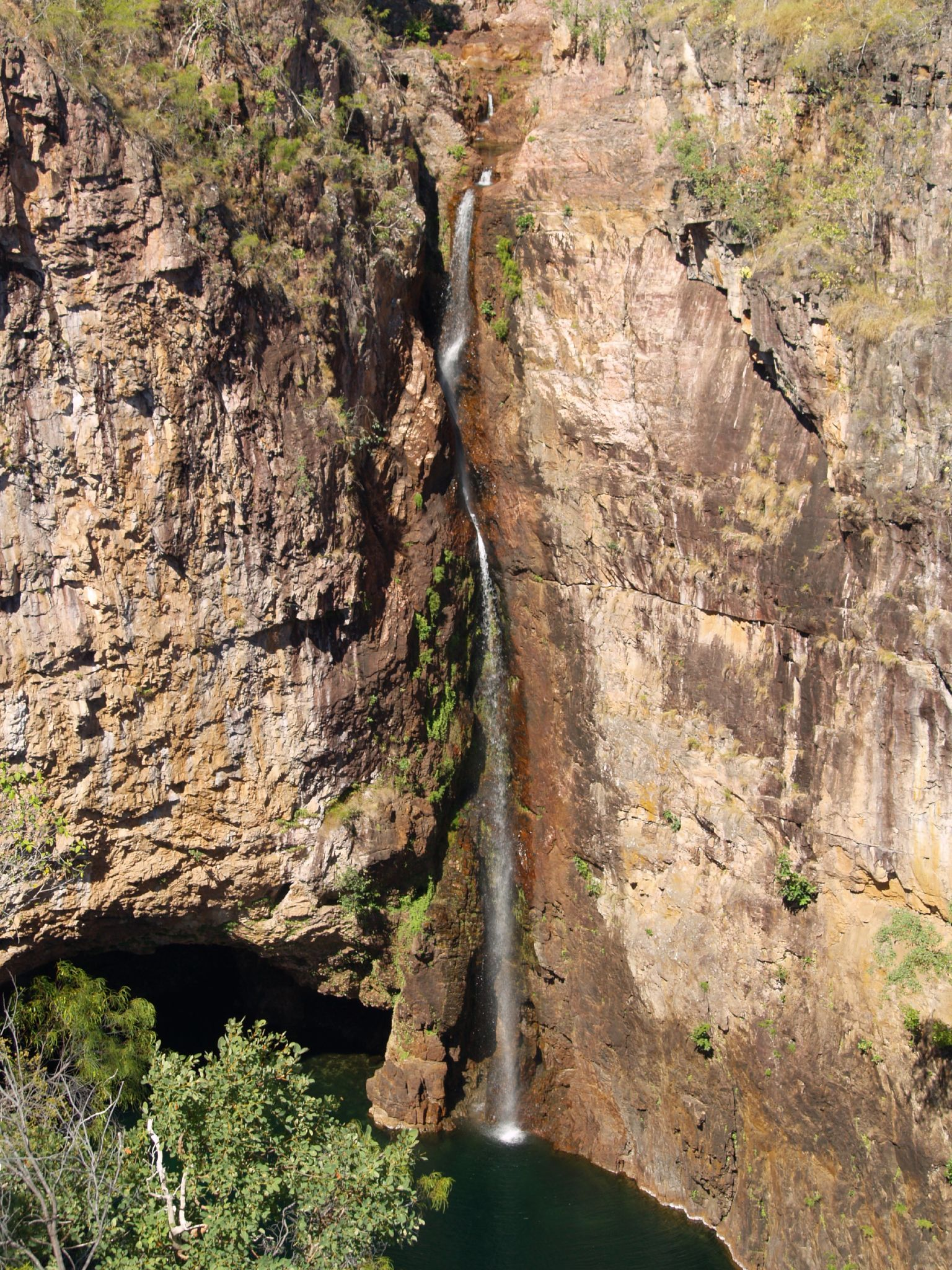
トルマー滝

トルマー滝 (Tolmer Falls) は、オーストラリアのノーザンテリトリー、リッチフィールド国立公園にある滝。公園の西の境界付近にあり、ダーウィンからは南におよそ85kmである。
海抜102mから落下。2段になっており、落差は32から42mである。
名前は探検家フレデリック・ヘンリー・リッチフィールドにより、南オーストラリア州警察での彼の父の同僚アレクサンダー・トルマーにちなみ付けられた。